# Reisbach

Der Markt Reisbach vor der Gebietsreform in Bayern im damaligen Landkreis Dingolfing (Grenzen von 1961)

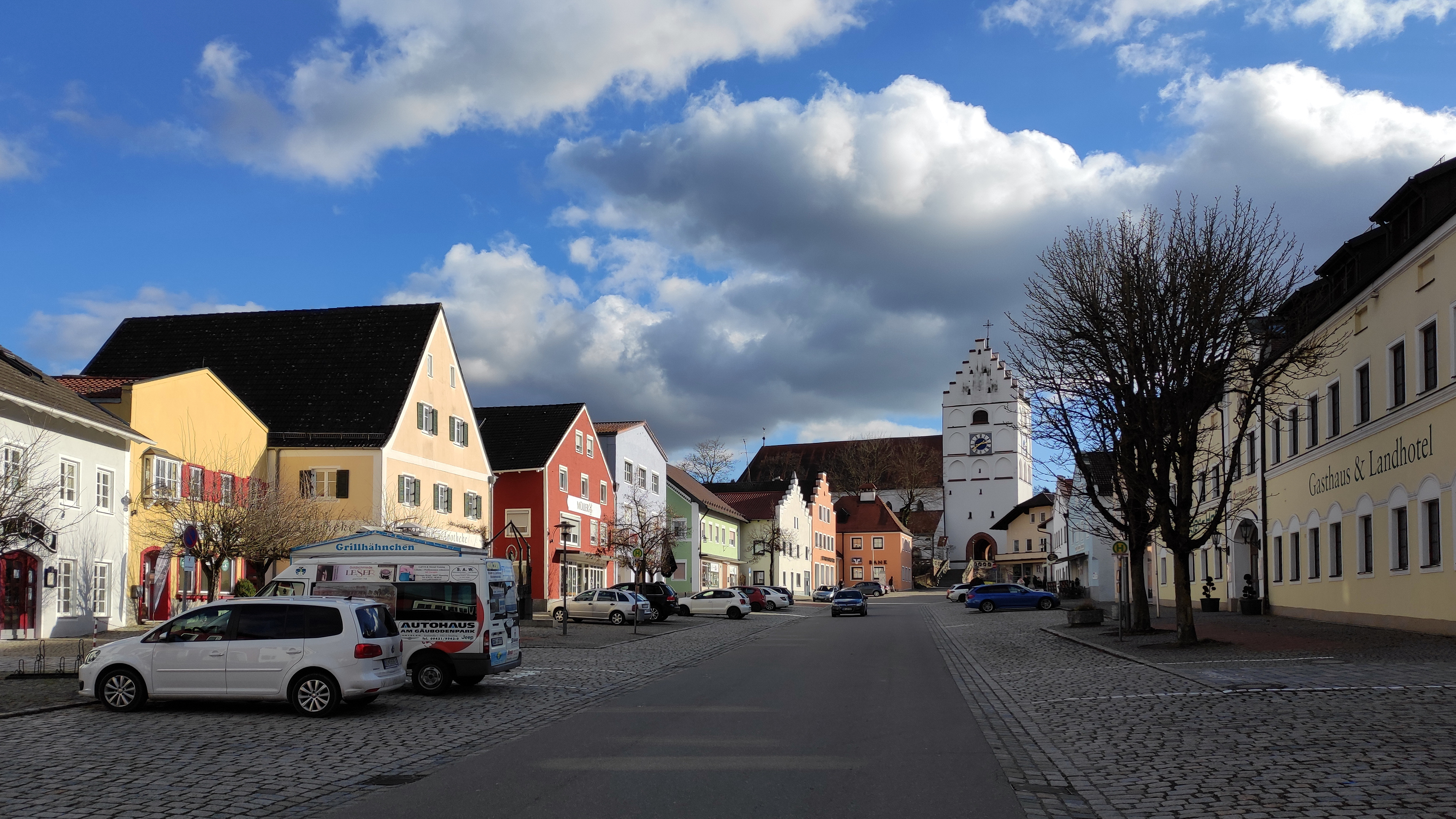
Marktplatz von Reisbach

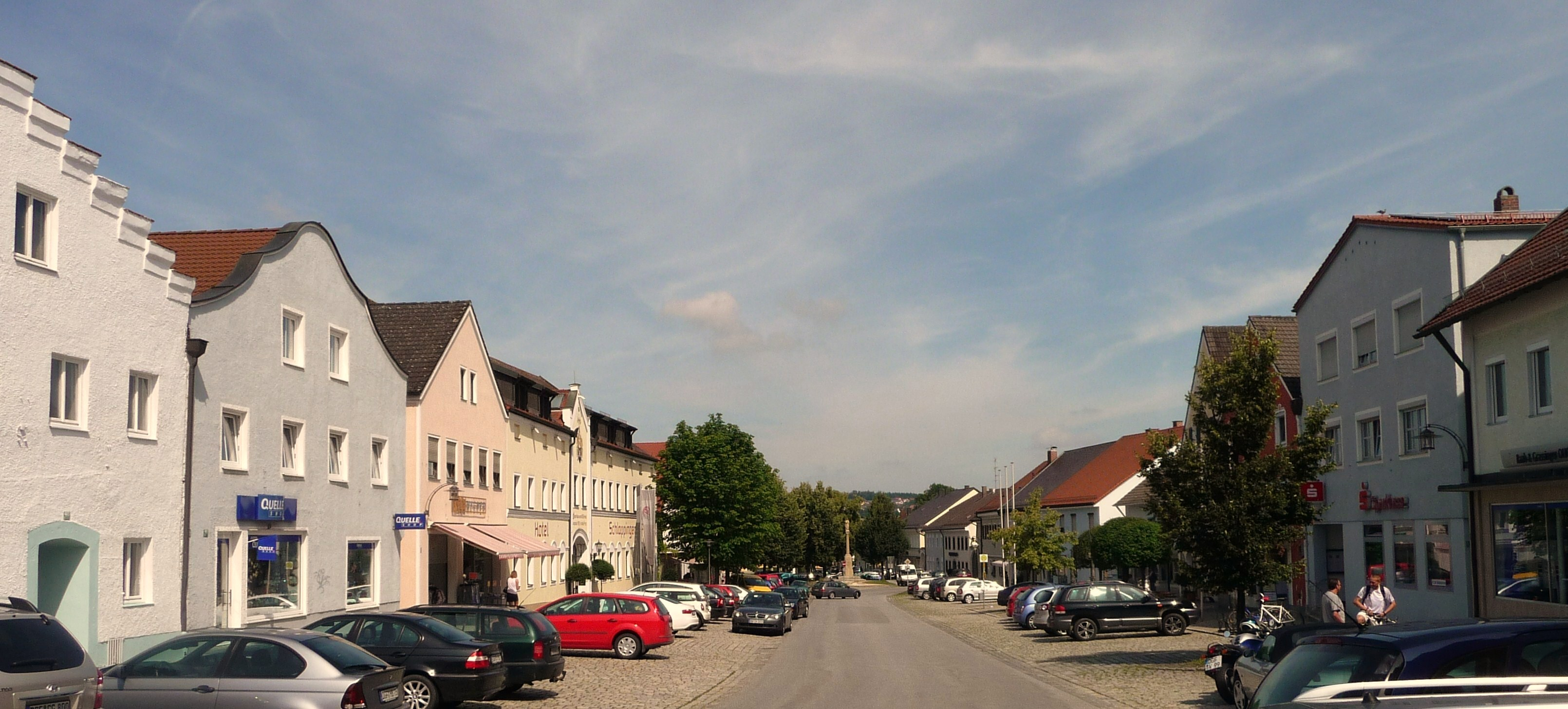
Blick auf den langgezogenen Marktplatz von Reisbach

Reisbach ist ein Markt im niederbayerischen Landkreis Dingolfing-Landau.

## Geografie

### Lage
Der Ort liegt im Vilstal, etwa 13 Kilometer südöstlich der Kreisstadt Dingolfing.

### Nachbargemeinden
Die Nachbargemeinden (im Uhrzeigersinn) sind Mamming, Landau an der Isar, Simbach, Falkenberg, Rimbach, Gangkofen, Marklkofen und Gottfrieding

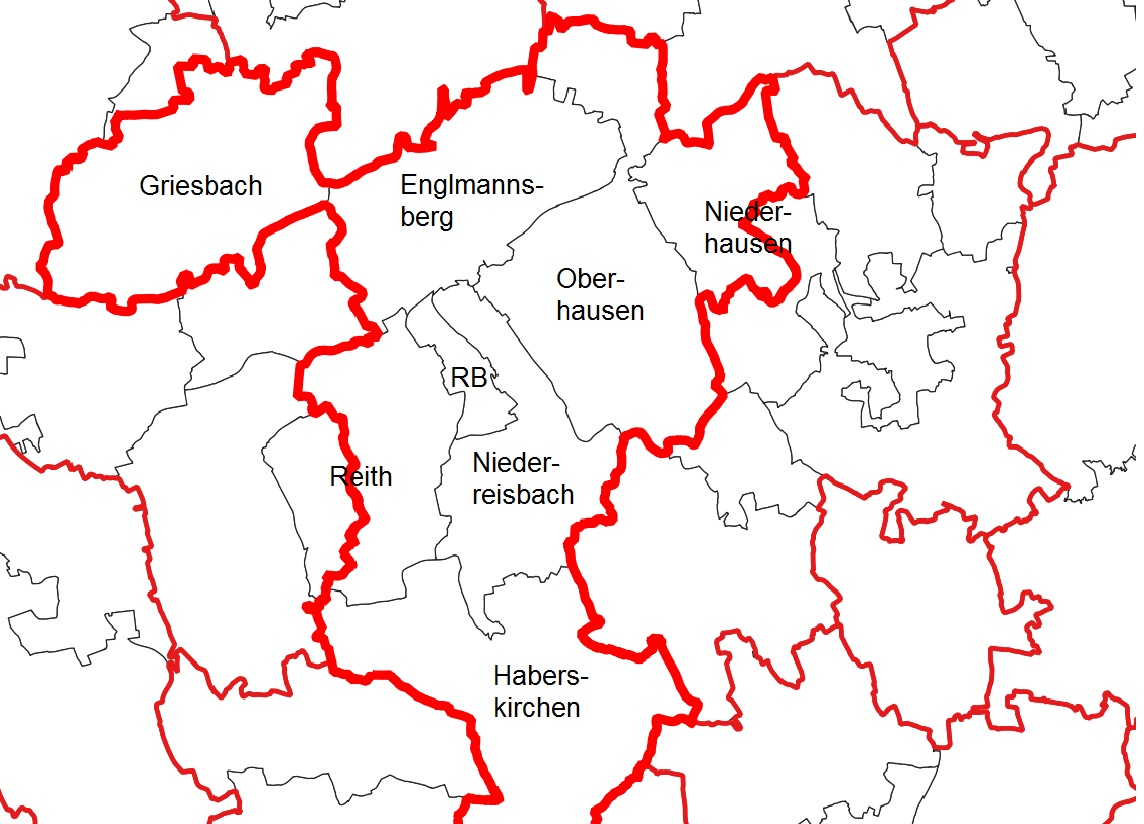
Gemarkungen im Gemeindegebiet

| Gottfrieding 12 km | Mamming 13 km                               | Landau an der Isar 19 km |
| Marklkofen 6 km    | Kompassrose, die auf Nachbargemeinden zeigt | Simbach 10 km            |
| Gangkofen 18 km    | Rimbach 14 km                               | Falkenberg 17 km         |

### Gemeindegliederung
Es gibt 119 Gemeindeteile:
- Altersberg
- Altmannsöd
- Anterskofen
- Armöd
- Asbach
- Atzmannsberg
- Aufeld
- Bachham
- Bentlohn
- Berg
- Bergen
- Biberg
- Breitenhof
- Breitenloh
- Bruckmühl
- Brunnhäusl
- Dingdorf
- Edenthal
- Eisenthal
- Elsberg
- Englmannsberg
- Erlach
- Eschbaum
- Failnbach
- Fellbach
- Gablkofen
- Geiersberg
- Geigenkofen
- Giebelsöd
- Gigersreuth
- Giglberg
- Gmeinhäusl
- Granitz
- Griesbach
- Griesmais
- Gröben
- Grünbach
- Gschaid
- Haberskirchen
- Haingersdorf
- Hartspiert
- Hasenöd
- Hiendlsöd
- Hintergrub
- Hinterstetten
- Hochholzen
- Höcking
- Höfen
- Holzhausen
- Holzhäusln
- Holzschneid
- Hornach
- Hötzendorf
- Hub
- Lehen
- Lerchenberg
- Lindach
- Lindberg
- Lodersöd
- Loitersdorf
- Ludersdorf
- Mais
- Mienbach
- Mooshäusln
- Mühlen
- Nackenberg
- Neumühle
- Niederhausen
- Niederreisbach
- Obergries
- Obergünzkofen
- Oberhausen
- Oberkenading
- Obermünchsdorf
- Oberndorf
- Oberstuben
- Onatsberg
- Ötz
- Painten
- Paßbrunn
- Perastorf
- Petzlsdorf
- Reichenöd
- Reisach
- Reisach an der Vils
- Reisbach
- Reiseck
- Reith
- Reitholz
- Reitl
- Reuth
- Ried
- Schachten
- Scharlach
- Schmidlkofen
- Schmidöd
- Schornberg
- Schröttmoos
- Siegersbach
- Siegsdorf
- Sommersberg
- Sommershausen
- Stieberg (Niederreisbach)
- Stieberg (Haberskirchen)
- Stockau
- Straßschneid
- Taubenöd
- Thann
- Thannenmais
- Unterfailnbach
- Untergries
- Untergünzkofen
- Unterkenading
- Unterstuben
- Vorderstetten
- Waid
- Watzendorf
- Wildprechting
- Wimbach

Es gibt acht Gemarkungen. Sie entsprechen den ehemaligen Gemeinden. Die ehemaligen Gemeinden Niederhausen und Reith wurden aufgeteilt und gehören nur teilweise zur heutigen Gemeinde Reisbach (Gemarkungsteile).
| Gemarkung      | Fläche km² | Einwohner ca. 1995 | Einwohner 2013 | Veränderung absolut (1995–2013) | Veränderung relativ | Bevölkerungs- dichte 2013 |
| -------------- | ---------- | ------------------ | -------------- | ------------------------------- | ------------------- | ------------------------- |
| Englmannsberg  | 13,457     | 248                | 256            | + 8                             | + 3,2 %             | 19,0                      |
| Griesbach      | 15,829     | 959                | 983            | + 24                            | + 2,5 %             | 62,1                      |
| Haberskirchen  | 19,340     | 121                | 123            | + 2                             | + 1,7 %             | 6,4                       |
| Niederhausen 1 | 6,980      | 321                | 313            | - 8                             | - 2,5 %             | 44,8                      |
| Niederreisbach | 10,269     | 139                | 146            | + 7                             | + 5,0 %             | 14,2                      |
| Oberhausen     | 17,338     | 358                | 544            | + 186                           | + 52,0 %            | 31,4                      |
| Reisbach       | 2,018      | 4765               | 4995           | + 230                           | + 4,8 %             | 2475,2                    |
| Reith 2        | 8,973      | 240                | 233            | - 7                             | - 2,9 %             | 26,0                      |
| Markt Reisbach | 94,204     | 7151               | 7593           | + 442                           | + 6,2 %             | 80,6                      |

#### Gemeindeteil Niederhausen
Die Besiedelung der Gegend um Niederhausen fand in der Steinzeit vom Isartal her statt. Erstmals urkundlich erwähnt wurde der Ort im Jahr 731. Seit 1257 sind die Pfarrei und die Pfarrkirche St. Stephan, die damit das älteste Gebäude des Ortes ist, nachgewiesen.
Seit der Gebietsreform, die am 1. Juli 1972 in Kraft trat, gehört der größere Teil der einst selbstständigen Gemeinde der Marktgemeinde Reisbach an. Der Rest wurde nach Simbach bei Landau eingegliedert.

#### Gemeindeteil Obermünchsdorf
Obermünchsdorf wird umgangssprachlich Minadorf genannt. Der Ort hat etwa 150 Einwohner. Minadorf liegt in der Gemarkung Oberhausen zwischen den beiden Ortsteilen und früheren Gemeindesitzen Oberhausen und Niederhausen.

#### Gemeindeteil Thannenmais
Thannenmais liegt in der Gemarkung Niederreisbach.
Die Besiedelung von Thannenmais fand in der Zeit des Dreißigjährigen Krieges vom Vilstal her statt.
Bereits der Name deutet darauf hin (mais = gerodete Waldfläche), dass es sich hier um ein dichtes Waldgebiet handelte. Wie aus Überlieferungen zu erfahren ist, war das ganze Gebiet von den Reisbacher Höhen aus in südlicher Richtung dicht bewaldet. Es war alles im Besitz der Grafen von Aham.
Im Dreißigjährigen Krieg von 1618 bis 1648 flüchteten die Vilstaler mit Hab und Gut nach Thannenmais in das Holzland, wo sie in den dichten Waldungen vor den schwedischen Truppen sicher waren.
Der Ort Thannenmais gehörte bis zum Jahre 1971 zur Gemeinde Niederreisbach. Am 1. April 1971 wurde die Gemeinde Niederreisbach mit Thannenmais im Zuge der Gebietsreform in die Gemeinde Reisbach eingegliedert.
Südlich des Ortsteils und bereits in der Gemarkung Haberskirchen liegt der Ortsteil Fellbach mit dem Freizeitpark Bayern-Park.

## Geschichte
Der Markt Reisbach gehörte zum Rentamt Landshut des Kurfürstentums Bayern. Reisbach besaß ein Marktgericht mit magistratischen Eigenrechten. Im Zuge der Verwaltungsreformen in Bayern entstand mit dem Gemeindeedikt von 1818 der Markt. Dieser war die flächenmäßig kleinste Gemeinde des damaligen Bezirksamtes Dingolfing und entspricht der heutigen Gemarkung Reisbach mit einer Flächenausdehnung von 2,018 km². Im Jahr 1978 wurde der Markt im Zuge der Gebietsreform in Bayern erheblich erweitert.
Überliefert sind aber auch zwei Marktbrände 1659 und 1835, die schwere Schäden anrichteten. Bis zum 30. Juni 1972 war Reisbach eine Gemeinde im Landkreis Dingolfing. Am 1. Juli 1972 wurde sie dem Landkreis Untere Isar, der seit dem 1. Mai 1973 Landkreis Dingolfing-Landau heißt, zugewiesen. Zum gleichen Stichtag wurden auch zwei Gemeinden des früheren Landkreises Landau an der Isar eingemeindet, Niederhausen und Oberhausen.
Anschluss an das Eisenbahnnetz besaß die Gemeinde zwischen 1875 und 1969 über die Bahnstrecke Mühldorf–Pilsting und deren Bahnhof im Gemeindeteil Griesbach.

## Eingemeindungen
| Ehemalige Gemeinde | Einwohner (1970) | Datum      | Anmerkung                                                                                          |
| ------------------ | ---------------- | ---------- | -------------------------------------------------------------------------------------------------- |
| Englmannsberg      | 429              | 01.04.1971 | |
| Griesbach          | 740              | 01.01.1972 | |
| Haberskirchen      | 741              | 01.05.1978 | |
| Niederhausen       | 537              | 01.07.1972 | Teileingliederung aus dem aufgelösten Landkreis Landau an der Isar – Rest nach Simbach             |
| Niederreisbach     | 684              | 01.04.1971 | |
| Oberhausen         | 709              | 01.07.1972 | aus dem aufgelösten Landkreis Landau an der Isar                                                   |
| Reith              | 522              | 01.04.1971 | Eingliederung von 8,973 km² der 13,170 km² Fläche mit 420 der 522 Einwohner – Rest nach Marklkofen |

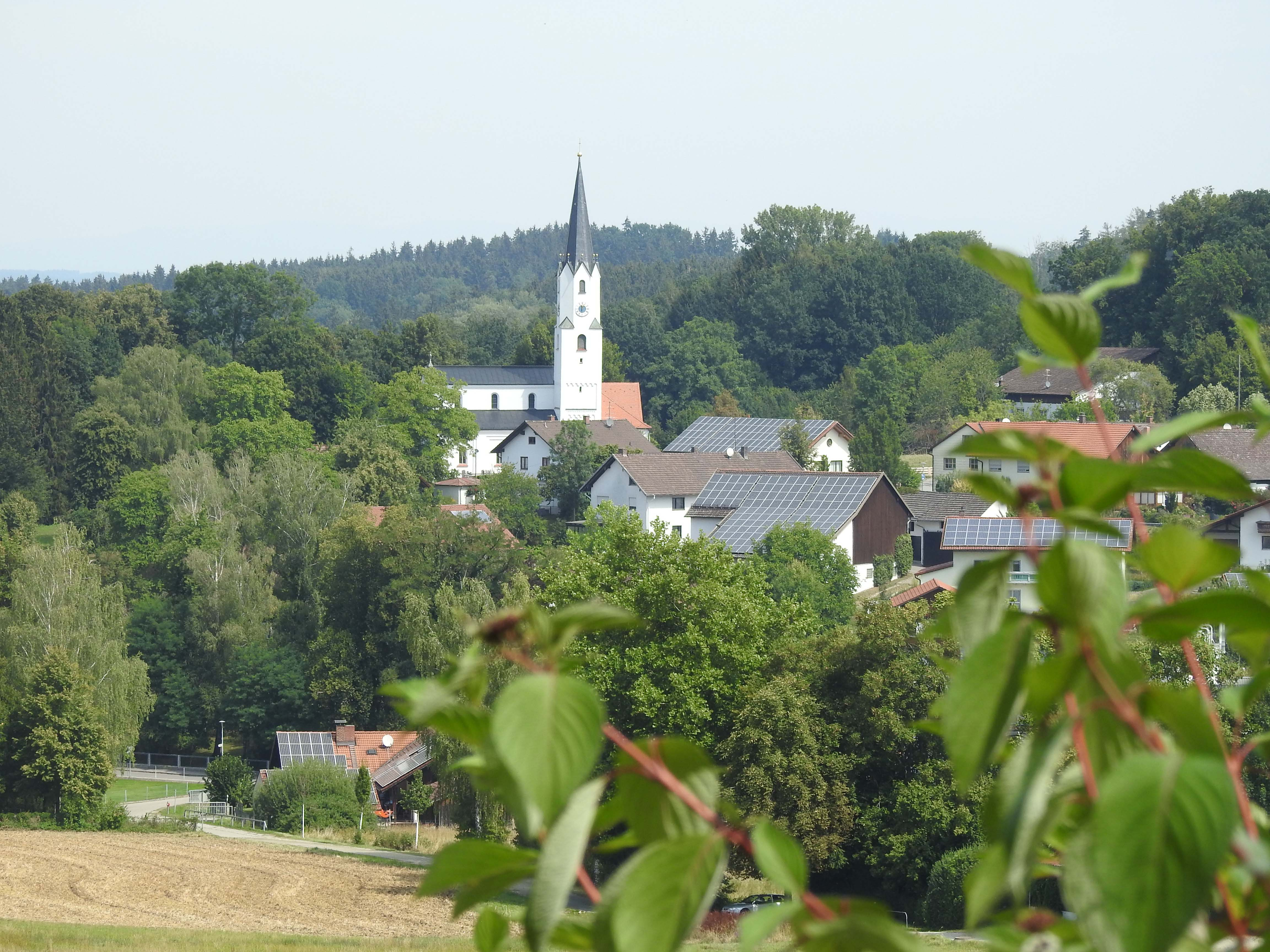
Griesbach von Süden

Am 1. Januar 1973 wurden 126, am 1. April desselben Jahres 20 Einwohner von Reisbach nach Simbach umgegliedert. Am 1. Januar 1981 wurde ein Gebiet mit Oberrohrbach, Wimpersing und weiteren 28 Einwohnern nach Rimbach im Landkreis Rottal-Inn umgeglieder, das am 1. Mai 1978 bei der Eingemeindung von Haberskirchen zu Reisbach gekommen war.

## Einwohnerentwicklung
Im Zeitraum 1988 bis 2018 wuchs der Markt von 6295 auf 7730 um 1435 Einwohner bzw. um 22,8 %.

## Politik

### Gemeinderat
In der Amtszeit von Mai 2020 bis April 2026 setzt sich der Marktgemeinderat nach dem Ergebnis der Wahl vom 15. März 2020 wie folgt zusammen:
- CSU: 6 Sitze (30,1 %)

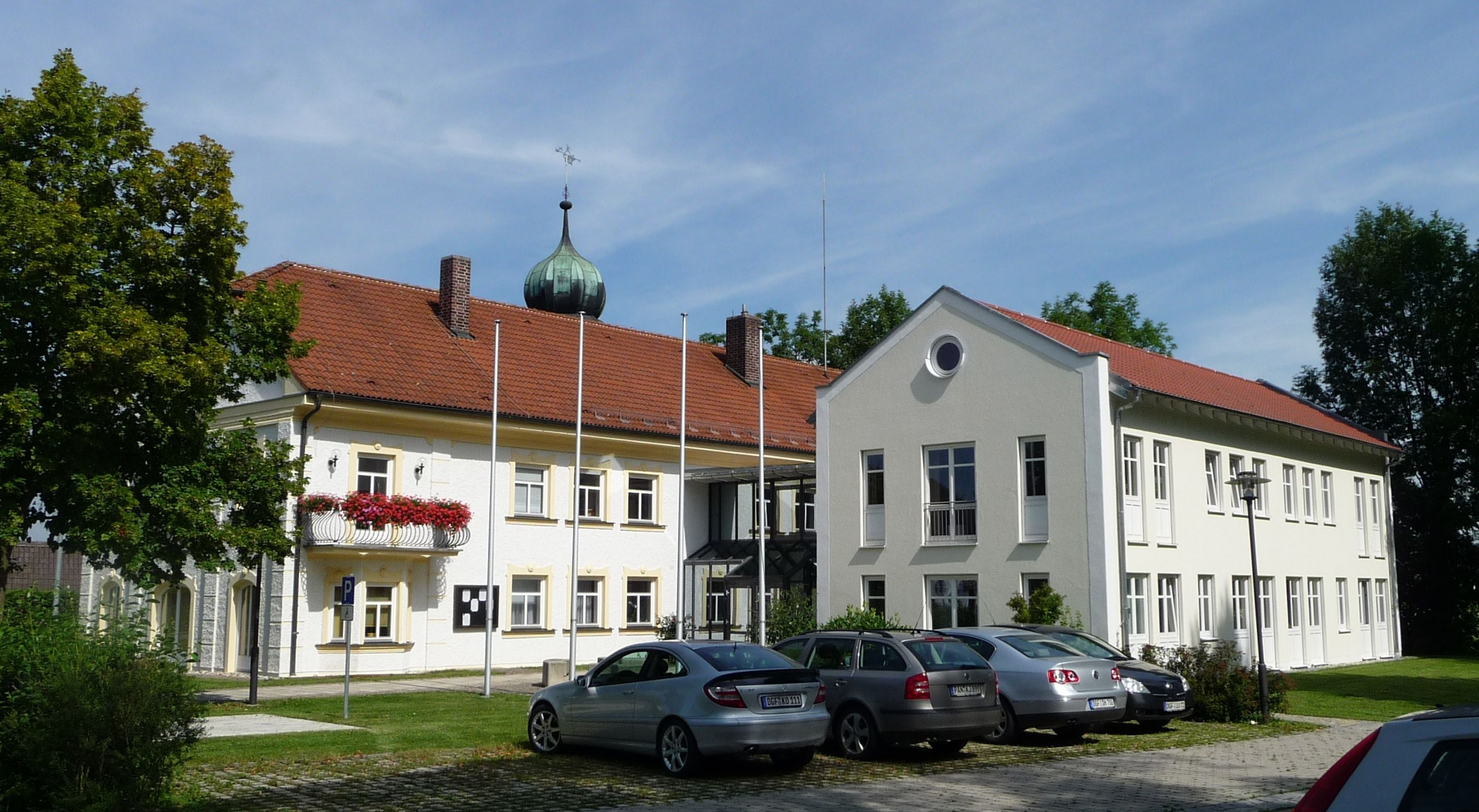
Das Rathaus von Reisbach

- FWG Oberhausen-Niederhausen: 4 Sitze (18,9 %)
- FWG Haberskirchen/UWV Failnbach: 3 Sitze (16,1 %)
- FWG Griesbach: 3 Sitze (16,0 %)
- SPD: 2 Sitze (10,9 %)
- AfD: 2 Sitze (8,0 %)

Die Wahlbeteiligung betrug 59,0 %.

### Bürgermeister
Erster Bürgermeister ist seit dem 1. Mai 2014 Rolf-Peter Holzleitner (Freie Wähler); er wurde am 15. März 2020 mit 97,2 % der Stimmen für weitere sechs Jahre gewählt. Amtsvorgänger war Josef Steinberger (CSU).

### Wappen
| Wappen von Reisbach | Blasonierung: „Unter fünfmal von Silber und Blau schräg geteiltem Schildhaupt in Rot schräg gekreuzt ein silberner Reißhaken und eine silberne Stange mit abgewinkelten Enden.“ |
| Wappen von Reisbach | |

### Gemeindepartnerschaften
Reisbach unterhält eine Partnerschaft mit der gleichnamigen Ortschaft Reisbach im Saarland.

## Sehenswürdigkeiten

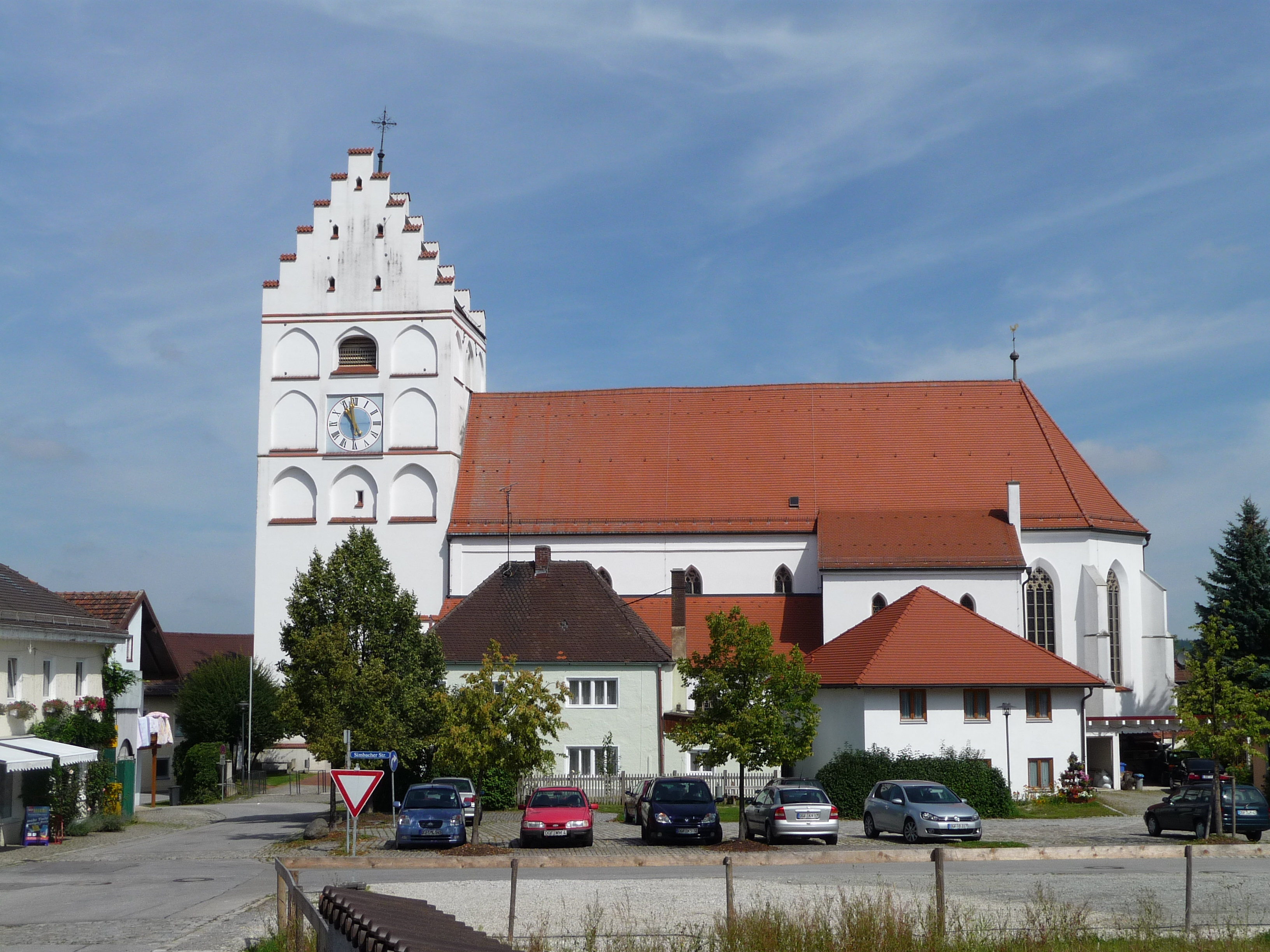
Die Pfarrkirche St. Michael

- Römisch-katholische Pfarrkirche St. Michael mit dem romanischen Turm, dem ältesten Teil der Kirche, der Rest der Kirche stammt aus dem 14./15. Jahrhundert.
- Um 1400 gebaute Wallfahrtskirche St. Salvator (gotisch) mit reichhaltiger Rokokoausstattung
- Langgezogener Marktplatz
- Die neu erbaute Kapelle (im romanischen Stil) in der Jägerstraße bietet Platz für 16 Besucher.
- Der Bayern-Park im Gemeindeteil Fellbach
- Die Kapelle der heiligen Wolfsindis († 7. Jahrhundert) am östlichen Ortsrand von Reisbach
- 1993 wurde ein 5 m hoher, tonnenschwerer Granit zu Ehren von Franz Josef Strauß aufgestellt
- Das einzige Nibelungengrab in Süddeutschland

Westlich des Ortes befindet sich das Naherholungsgebiet Vilsstausee.

## Verkehr
Im Gemeindeteil Griesbach gab es den Bahnhof Griesbach b. Dingolfing an der Bahnstrecke Mühldorf–Pilsting. Die Strecke ist in diesem Abschnitt stillgelegt.

## Persönlichkeiten
- Leonhard Gessel auch Leonhard Gässel (1400–1465), geb. in Griesbach, Generalvikar und Domdekan im Bistum Augsburg
- Johann Georg Fellwöck (1728–1810), geb. in Oberhausen, Mechaniker und Konstrukteur astronomischer Instrumente in Würzburg
- Franz Ignaz von Streber (1758–1841), Dompropst und Weihbischof des Erzbistums München und Freising, Direktor des Bayerischen Münzkabinetts
- Maximus von Imhof (1758–1817), bedeutender bayerischer Naturforscher, maßgeblicher Pionier der Naturwissenschaften in Bayern
- Franz Xaver Schwäbl (1778–1841), Sohn des Reisbacher Weißbäckers Wolfgang Schwäbl, Bischof von Regensburg (1833 bis 1841)
- Hermann Hauser I–III (Vater, Sohn und Enkel), drei gleichnamige Zither- und Gitarrenbauer in Reisbach
- Matthias Hösl (1887–1967), geb. in Edenthal, deutscher Gewerkschaftsfunktionär und Kommunalpolitiker
- Georg Herrnreiter (1891–1916), Wilderer, Scharfschütze, Träger der Bayerischen Tapferkeitsmedaille (höchste Tapferkeitsauszeichnung Bayerns für Nicht-Offiziere)[9]
- Josef Einwanger (* 1935), Schriftsteller
- Erwin Huber (* 1946), Politiker, 1988 bis 1994 Generalsekretär der CSU, von September 2007 bis Oktober 2008 Parteivorsitzender, von 1994 bis 2008 Staatsminister in Bayern
- Heinrich Trapp (* 1951), Politiker (SPD), Landrat des Landkreises Dingolfing-Landau, Rekordchampion bei Wim Thoelkes TV-Show „Der Große Preis“ 1977